# Schaeffler Gruppe
Pour les articles homonymes, voir Schaeffler.
Schaeffler est une entreprise allemande spécialisée dans la conception, la production et la distribution de roulements, composants mécaniques de précision, modules et systèmes, utilisés dans l'industrie automobile et beaucoup d'autres domaines comme l'aéronautique, le transport ferroviaire, les machines-outils et les éoliennes.
Société par actions privée détenue par Maria-Elisabeth Schaeffler (veuve d'un des frères fondateurs) et son fils Georg F.W. Schaeffler, elle est l'un des plus grands fabricants de roulements mécaniques au monde. Son siège social se situe à Herzogenaurach, ville de taille moyenne située en Moyenne-Franconie (Bavière), où se situent aussi les sièges mondiaux des équipementiers sportifs Adidas et Puma.

## Histoire
Wilhelm Schaeffler (1908-1980) et son frère Georg (1917-1996) sont nés tous deux à Bourdonnay en Lorraine au domaine de Marimont, dont leur père était administrateur à l’époque du Reichsland. À la fin de la Première Guerre mondiale, la famille part s'installer en Silésie, où une entreprise de textile est fondée.
Après avoir été chassés, au sortir de la Seconde Guerre mondiale, les Schaeffler se sont réfugiés à Herzogenaurach, où ils fondent en 1946, une entreprise spécialisée dans la fabrication de pièces mécaniques de précision : Industrie-GmbH, devenue quelques années plus tard INA (de l'allemand Industrie-NAdellager, soit « roulements à aiguilles industriels »).

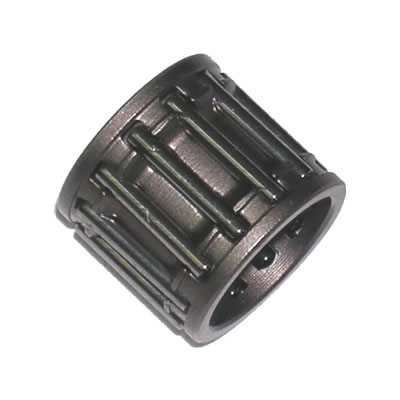
Exemple de roulement à aiguilles à cage sans bagues.

En 1949, Georg Schaeffler invente le roulement à aiguilles à cage sans bagues, nouveau type de roulement mécanique plus compact que les roulements de l'époque et suffisamment solide pour une utilisation intensive dans des conditions où le volume doit être minimisé (par exemple, dans une automobile). Cette invention, ainsi que la promotion infatigable qu'en font les frères Schaeffler auprès des industriels principalement allemands à l'aide de leur célèbre coffret d'échantillons, assureront le succès de la jeune société. Dès 1951, pas une voiture allemande ne roule sans ce roulement INA et en 1952, la boîte de vitesses de la Volkswagen Coccinelle en est même dotée de treize unités. Cette voiture sera vendue à plus de 21,5 millions d'exemplaires.
Dès 1956, INA ouvre sa première filiale à l'étranger, à Haguenau (France), pour y produire des roulements mécaniques pour le marché européen. Ce site de production apporte à Haguenau un de ses plus gros employeurs. En 1958, une usine INA est ouverte à São Paulo (Brésil), à proximité du client Volkswagen.
Le nombre d'employés dans le monde augmente rapidement : 6 000 dès 1960 ; 12 000 en 1981, année de la mort de l'aîné des frères fondateurs, Wilhelm Schaeffler ; 25 000 en 2000.
En 1965, LuK GmbH (Lamellen und Kupplungsbau, soit « fabrication de lamelles et d'embrayages »), coentreprise avec la société qui deviendra Valeo, est fondée à Bühl (Bade-Wurtemberg). Au 1er janvier 2000, INA rachète à Valeo sa part de la société LuK, qui devient donc filiale à 100 % d'INA.
Lorsque son époux Georg meurt en 1996, Maria-Elisabeth Schaeffler prend les rênes de la société, son fils préférant se concentrer sur son cabinet d'avocat en droit des affaires à Dallas (États-Unis). INA est alors une société discrète et prospère, grâce aux inventions de ses fondateurs et de nombreux brevets. Bien qu'étant la plus grosse entreprise familiale industrielle allemande, INA est inconnue du grand public. En une décennie, Maria-Elisabeth Schaeffler la transforme en un groupe industriel d'envergure mondiale, qui s'attaque à plusieurs tabous allemands.
À l'automne 2001, INA lance l'une des OPA les plus spectaculaires de l'histoire économique allemande en déposant une offre sur son concurrent coté en bourse : FAG Kugelfischer (de), en mauvaise santé économique. Un an plus tard, au terme de l'opération « Mozart », FAG est intégrée au groupe au coût de 730 millions d'euros et son titre disparaît de la cotation boursière,.
À la suite de cette fusion, le groupe change de dénomination officielle : INA Schaeffler KG devient Schaeffler Gruppe (Schaeffler Group en anglais).
En 2006, Schaeffler acquiert l'activité automobile du groupe britannique Renold plc. (Manchester), produisant sur deux sites français, Calais (Pas-de-Calais) et Saint-Siméon-de-Bressieux (Isère), des chaînes de distribution.
En 2008, la société emploie 66 000 personnes sur 180 sites dans 51 pays du monde.
En juillet 2008, Schaeffler Group lance une OPA contre Continental AG, 4e fabricant mondial de pneus, l'un des leaders mondiaux en caoutchoucs techniques (ressorts pneumatiques, tuyaux, courroies, bandes transporteuses, etc.) et devenu en 2007 le 5e équipementier automobile du monde à la suite du rachat de Siemens VDO Automotive (composants électroniques entre autres). Pour parvenir à ce rachat, Schaeffler Group crée pendant deux ans un montage financier complexe et très discret qui permet en pratique à Schaeffler de détenir 36 % de Continental AG, société trois fois plus grosse. Ce montage, lorsqu'il est dévoilé, surprend le monde des affaires allemand,. Continental se défend par tous les moyens. Pour convaincre les actionnaires, Schaeffler augmente entre autres son offre à 75 euros par action et se limite par contrat à une participation maximale de 49,9 % pour au moins quatre ans. Fin août 2008, Continental cède finalement au rachat par Schaeffler et un consortium de banques, qui se voient alors brusquement offrir 92 % des 169 millions d'actions en bourse et doivent donc racheter Continental pour un montant total d'environ 11,7 milliards d'euros. Le temps, les luttes de pouvoir et la crise économique jouent alors contre Schaeffler : entre l'accord de l'Office fédéral de lutte contre les cartels, la cession des actions et la revente de ses surplus, son cours s'effondre à environ dix euros. La perte de valeurs ainsi générée est estimée à 4,6 milliards d'euros, Schaeffler et Continental totalisent en 2009-2010 à eux deux une dette de plus de vingt milliards d'euros.
Depuis, la croissance soutenue du chiffre d'affaires, d'excellents résultats opérationnels et d'importantes restructurations de la dette ont permis de réduire celle-ci fortement. En octobre 2011, la société en commandite Schaeffler KG est transformée en Société par actions, Schaeffler AG. Fin 2013, Schaeffler est en bonne santé économique et emploie 79 000 personnes sur 170 sites (dont 72 usines) dans 49 pays du monde.
Le premier octobre 2024, le groupe Schaeffler officialise sa fusion avec Vitesco Technologies. La fusion est associée avec une suppression de 4 700 emplois.